# Htin Aung
Cette page contient des caractères spéciaux ou non latins. S’ils s’affichent mal (▯, ?, etc.), consultez la page d’aide Unicode.
Htin Aung est un nom birman ; les principes des noms et prénoms ne s'appliquent pas ; U et Daw sont des titres de respect.
Htin Aung (birman ထင်အောင် ; tʰìɴ àuɴ, aussi connu comme Maung Htin Aung ; 1909-1978) est un important historien birman. Élève d'Oxford et Cambridge, Htin Aung a écrit plusieurs livres sur l'histoire de la Birmanie et la culture birmane en birman et en anglais. Ses œuvres en anglais ont apporté un point de vue birman bienvenu dans les études internationales sur l'histoire du pays, jusqu'alors essentiellement écrite par les historiens britanniques de la période coloniale. Parmi ses ouvrages importants figurent A History of Burma (Histoire de la Birmanie, 1967), Folk Elements in Burmese Buddhism (Éléments populaires dans le bouddhisme birman, 1962) et Burmese Drama (Le Drame birman, 1937).
De 1946 à 1958, il fut recteur de l'Université de Rangoun, le poste universitaire le plus prestigieux de Birmanie.

## Biographie
Htin Aung est né dans une famille de l'aristocratie birmane en 1909. Il était un arrière-arrière-petit-fils de Maha Minhla Mindin Raza, un officier à la cour de la dynastie Konbaung qui combattit durant la Première Guerre anglo-birmane (1824-26),. Il était aussi un frère cadet de Tin Tut (futur ministre des finances d'Aung Sanassassiné en 1947).
Htin Aung sortit diplômé du meilleur lycée de Rangoon (Botataung 6 High School ou St. Paul's High School). Il obtint ensuite un Bachelor of Laws à l'université de Cambridge, un Bachelor in Civil Law à l'université d'Oxford et deux doctorats en anthropologie et littérature Il fut recteur de l'université de Rangoun de 1946 à 1958 et vice-chancelier en 1959. Il fut ambassadeur de Birmanie au Sri Lanka de 1959 à 1962. Plus tard, il fut professeur invité à l'université Columbia, puis à l'université de Wake Forest (Caroline du Nord).

## Œuvres
Htin Aung a écrit de nombreux livres importants sur la Birmanie sous le nom de plume de Maung Htin Aung. Ses livres sont très utilisés pour l'étude relativement sous-documentée de l'histoire et de la culture de ce pays.
1. Burmese Drama (Oxford University Press, 1937)
2. Burmese Folk-Tales (Oxford University Press, 1948)
3. Burmese Drama: A study, with translations, of Burmese plays (Oxford University Press, 1956)
4. Burmese Law Tales (Oxford University Press, 1962)
5. Folk Elements in Burmese Buddhism (Oxford University Press, 1962).
6. The  Stricken Peacock: An Account of Anglo-Burmese Relations 1752-1948 (Martinus Nijhoff, 1965)
7. Burmese Monk's Tales (Columbia University Press, 1966)
8. Epistles Written on Eve of Anglo-Burmese War (Martinus Nijhoff, 1967)
9. A History of Burma (Columbia University Press, 1967)
10. Lord Randolph Churchill and the dancing peacock : British conquest of Burma 1885
11. Burmese history before 1287: A Defence of the Chronicles (1970).
12. Folk Tales of Burma (Sterling Publishers, 1976)